# Azeffoun
Azeffoun é uma cidade e comuna da província de Tizi Ouzou, no norte da Argélia, localizado a 64 quilômetros (40 milhas) do norte-leste de Tizi Ouzou. Em 2008, sua população era de cerca de 16 847 habitantes.